# The blue meaning
The blue meaning wordt gezien als het officiële debuutalbum van Toyah, de band rondom zangeres/actrice Toyah Willcox. Het album is opgenomen in de Park Gate Studio in Londen. De zangeres rekte haar stemgeluid op door middel van heliumgas in Space walking (met fade-out). Het nummer kwam terug als B-kant van een single (met slotakkoord). De stem van Willcox en de muziek doen af en toen aan de beginperiode van een opstandige Blondie denken, andere nummers klinken als Nina Hagen. IEYA en She hebben een sterk jaren ‘80 progressieve teneur, het laatste als een soort minimal music-variant daarvan.
IEYA is ontstaan uit een improvisatie, jamsessie. Toyah trad vaak op in schimmige zalen, waaronder ook een in Bath. Optredens van Toyah (maar ook andere bands) gingen vaak gepaard met het ronselen van nieuwe leden door/voor het National Front, waarvan de band niet was gediend. Om de uitroepen van het NF te onderdrukken speelde Toyah bij een optreden in Bath een vierde toegift in de vorm van IEYA, dat gaat over het (onjuiste) denkbeeld dat de mens volmaakt en almachtig is. Het nummer liep gigantisch uit de hand en zwol aan tot een meer dan 20 minuten durend epos, waarop de mensen maar bleven dansen. Een 20 minuten durend stuk in het punktijdperk was/is “ondenkbaar”, want dat was een van de redenen om de stroming te beginnen. Het NF was “not amused”, de slottekst is Zion Zuberon, en probeerde de band te pakken te krijgen, Toyah moest vluchten. Sindsdien werd het nummer gezien als opruiend, dat werd nog versterkt tijdens de definitieve opname; een man had er zo genoeg van dat de geluidstechnicus met een mes werd bedreigd. Het werd echter een blijvertje in het repertoire van zowel band als solozangeres Toyah.

## Musici
- Toyah Willcox – stem (nog steeds geen vocals) en ongewone klanken (unusual sounds)
- Joel Bogen – gitaar
- Pete Bush – toetsinstrumenten, trompet
- Charlie Francis – basgitaar
- Steve Bray – slagwerk

## Muziek
| Nr. | Titel                                   | Duur |
| --- | --------------------------------------- | ---- |
| 1.  | IEYA (Willcox, Bogen, Bush)             | 8:15 |
| 2.  | Spaced walking (Willcox, Bush)          | 2:20 |
| 3.  | Ghosts (Willcox, Bogen, Bush, Francis)  | 3:29 |
| 4.  | Mummies (Willcox, Bogen, Bush, Francis) | 2:58 |
| 5.  | Blue meanings (Willcox, Bogen, Bush)    | 5:03 |
| 6.  | Tiger! Tiger! (Toyah (band))            | 3:19 |
| 7.  | Vision (Willcox, Bogen, Bush)           | 4:06 |
| 8.  | Insects (Willcox, Bogen, Bush)          | 2:44 |
| 9.  | Love me (Willcox, Bogen, Bush)          | 3:02 |
| 10. | She (Toyah (band))                      | 6:03 |

## Hitnotering
Het album haalde de Britse albumlijst, in Nederland was er geen notering.
| Hitnotering: 14-6-1080 t/m 11 juli 1980 | Hitnotering: 14-6-1080 t/m 11 juli 1980 | Hitnotering: 14-6-1080 t/m 11 juli 1980 | Hitnotering: 14-6-1080 t/m 11 juli 1980 | Hitnotering: 14-6-1080 t/m 11 juli 1980 | Hitnotering: 14-6-1080 t/m 11 juli 1980 |
| Week:                                   | 1                                       | 2                                       | 3                                       | 4                                       |                                         |
| --------------------------------------- | --------------------------------------- | --------------------------------------- | --------------------------------------- | --------------------------------------- | --------------------------------------- |
| Positie:                                | 46                                      | 40                                      | 66                                      | 74                                      | uit                                     |